# Bf 163 (航空機)
メッサーシュミット Bf 163
- 用途：観測機、連絡機
- 製造者：メッサーシュミット
- 運用者：ドイツ空軍
- 初飛行：1938年2月19日
- 生産数：1機
- 運用状況：試作のみ

メッサーシュミット Bf 163は、第二次世界大戦前にメッサーシュミット社で製造された短距離偵察、観測機である。1機のみが完成し飛行した。

## 概容
1935年秋に短距離偵察、空中観測の任務におけるフィーゼラー Fi 156の重要な潜在能力がドイツ航空省にFi 156を出し抜く性能を持った陸軍直協の偵察機の要求仕様を出させた。
要求仕様では、エンジンはアルグス As 10かヒルト HM 508を使用することが規定されており、狭い場所での運用と2名の搭乗員の出来うる限りの全方向への視界と幅広い速度域での飛行に重点が置かれていた。この要求で出来上がる機は結果的にFi 156と比較評価されることになった。
Bf 163は、主翼前縁の自動スロット、2重スロッテッド（隙間）フラップ、異様に長い降着装置を備えた支柱で支持された高翼単葉の全金属製の機体というFi 156が確立した様式を踏襲していた。この機体の最も興味深い機構は、主桁を軸に主翼全体の取り付け角が変えられることであり、このために主翼の支柱はボールジョイントで胴体に接合されており主翼の動きに従って角度が変化した。
アルグス As 10 エンジンを搭載したBf 163 V1は1938年2月19日に初飛行を行いFi 156と似た性能特性を発揮したが、Fi 156に比べてより複雑で高価であった。試作2号機用の部品が幾つか製造されていたが、Bf 163 V2は完成せず、本機の開発作業はFi 156があったためにそれ以上は進まなかった。
非常に稀なことながら航空省は「8-163」という付与番号を後に再利用した。これはナチス・ドイツ時代でも僅かしかない内の1例であった。その上更に話を複雑にしているのは同一番号を貰った新しい機種もまたメッサーシュミット製のMe 163 コメートロケット推進迎撃戦闘機であったことだった。この2機種は頭に付く略語で区別できる。最初の方はBf 163で後のがMe 163である。
新しい「Me」という略語は、1938年7月にウィリー・メッサーシュミット自身が会社を購入し、その名称がバイエルン航空機製造（Bayerische Flugzeugwerke、BFW）からメッサーシュミット株式会社（Messerschmitt AG）に正式に変更されて以降に新しく設計された機種に付けられた。

## 要目
(Bf 163 V1)
- 乗員：2名
- 全長：9.75 m (31 ft 113⁄4 in)
- 全幅：13.58 m (44 ft 62⁄3 in)
- 全高：
- 翼面積：22.80 m2 (245.41 ft2)
- 空虚重量：995 kg (2,193 lb)
- 全備重量：1,310 kg (2,888 lb)
- エンジン：アルグス As 10C 8気筒 倒立V型 空冷エンジン 179 kW (240 hp)
- 最大速度：180 km/h (112 mph)